# هلهول
هلهول (به فرانسوی: Holhol) (به عربی: هلهول) شهری در منطقهٔ علی صبیح واقع در کشور جیبوتی است که در سال ۲۰۰۵ میلادی دارای ۳٫۵۱۹ نفر جمعیت بود.